# The Silent Sun
«The Silent Sun» (en castellano: «El Sol Silencioso») es el primer corte de la banda inglesa de rock progresivo Genesis y fue incluido en su primer álbum From Genesis to Revelation. Fue escrita por Tony Banks y Peter Gabriel cuando el potencial productor de la banda Jonathan King, estaba comenzando a perder el interés en ellos.
Sabiendo que King era fan de los Bee Gees, Banks y Gabriel escribieron la canción específicamente para volver a capturar su atención, y lo lograron. La banda fue contratada y la canción fue lanzada como un corte el 22 de febrero de 1968, cuando comenzarían a trabajar en su álbum debut From Genesis to Revelation.
Tony Banks ha dicho que: "Hicimos un par de grabaciones que a Jonathan King no le gustaron así que, en desesperación, Peter y yo escribimos The Silent Sun, porque queríamos algo que atrapara su interés." Por su parte, Peter Gabriel, también opinando sobre la canción dice: "Recuerdo que tratamos de tocar algo que sonara como una canción de los Bee Gees. Yo traté de cantar un poco como Robin Gibb en el segundo verso de The Silent Sun. Estoy seguro de que otra forma nos hubiésemos negado, como nos negabamos de cualquier otras influencias más tarde."
The Silent Sun es una fusión entre el folk y el pop. Hace uso intensivo de cuerdas orquestales y posee una letras románticas que hacen que esta canción este muy lejos del rock progresivo que tocarían en su próximo álbum Trespass. La canción, como la mayoría del álbum From Genesis to Revelation, ha sido casi ignorada por la banda, ya que no ha aparecido en ningún compilado o álbum en vivo. Por otra lado, la inclusión de esta canción en el álbum "From Genesis to Revelation" es un tanto problemática, ya que no sigue el concepto principal del álbum acerca de la historia del universo.

## Formación
- Peter Gabriel: Voz
- Mike Rutherford: Bajo
- Tony Banks: Piano
- Anthony Philips: Guitarra acústica
- Chris Stewart: Percusión
- Arthur Greenslade: Arreglo de cuerdas
- Producido por Jonathan King

- Datos: Q2915840